# María Julia Muñoz
María Julia Muñoz (18 de octubre de 1950, Montevideo) es una doctora en medicina y política uruguaya; ex ministra de Salud Pública y ex ministra de Educación y Cultura de su país.

## Biografía
María Julia Muñoz, de profesión médica, se graduó en 1975 y se especializó en Enfermedades Infecciosas en 1980. En 1983 obtuvo el título de especialista en Salud Pública y seis años más tarde, en 1989, el de especialista en Epidemiología. Durante casi 20 años fue docente en el Departamento de Medicina Preventiva y Social dentro de la Facultad de Medicina de la Universidad de la República, en Montevideo. En la carrera docente llegó a ser Profesora Agregada antes de renunciar para dedicarse a la política.
Muñoz militó en política desde los 16 años e integró el Frente Amplio y dentro de él participó originalmente de la Vertiente Artiguista, que lideró el Arq. Mariano Arana, que fuera Intendente de Montevideo, Ministro de Vivienda y Senador de la República. En las elecciones internas de 2009 integró una lista propia de apoyo al candidato presidencial Marcos Carámbula, junto a Víctor Rossi.

### Actuación política

#### Intendencia de Montevideo
En 1990 comenzó a trabajar en la Intendencia Municipal de Montevideo, a cargo del Intendente Tabaré Vázquez, sucesivamente como Directora de División de Alimentación, Prosecretaria General y Directora General de Recursos Humanos y Materiales.
Cuando asumió el Intendente Mariano Arana entre los años 1995-2004, Muñoz se desempeñó como Secretaria General de la Intendencia.
En agosto de 2011 el fiscal Diego Pérez pidió su procesamiento con prisión argumentando que durante su gestión como Secretaria General de la Intendencia de Montevideo facilitó las acciones realizadas por el director de Casinos, Juan Carlos Bengoa, que a su vez fue procesado en 2007. El pedido fue desestimado en noviembre de 2011 por la jueza Fanny Canessa por considerar que no había elementos suficientes que sustentasen la acusación.

#### Ministerio de Salud Pública
En el mes de mayo de 2004, la ministra ocupó mediante concurso el cargo de Gerente General de la mutualista más importante del Uruguay (aproximadamente 260,000 afiliados), el CASMU, que ocupó hasta el año 2005 cuando el presidente electoTabaré Vázquez le ofreció el cargo de Ministra de Salud Pública, que aceptó a pesar de tener un sueldo inferior al de Gerenta General del CASMU. Se convirtió entonces en la primera mujer en ocupar ese cargo, que ejerció durante los cinco años del período de gobierno al igual que todo su equipo de asesores y directores.  La reforma del Sistema de Salud de Uruguay se inició y completó bajo su liderazgo durante sus cinco años de gestión.
El día 13 de noviembre de 2008 refrendó con el presidente Vázquez el veto del Poder Ejecutivo a una ley aprobada por el Parlamento que despenalizaba el aborto.

#### Comisión Honoraria de Lucha contra el Cáncer
El 1 de abril de 2011 Muñoz asumió la titularidad de la Comisión Honoraria de Lucha contra el Cáncer, en reemplazo de Óscar Magurno.

### Segunda presidencia de Vázquez
En diciembre de 2014, tras confirmarse la elección de Tabaré Vázquez para un nuevo periodo presidencial, se anunció que Muñoz estará al frente del Ministerio de Educación y Cultura.